# قزوف عرفي
القزوف العرفي (باللاتينية: Agropyron cristatum) نوع نباتي يتبع جنس القزوف من الفصيلة النجيلية.

## الموئل والانتشار
موطنه المغرب العربي ومعظم مناطق أوروبا والقوقاز.